# Presa Cerro de Oro
Presa Cerro de Oro, más formalmente llamada Presa Miguel de la Madrid, es una presa ubicada en el cauce del Río Santo Domingo en el municipio de San Juan Bautista Tuxtepec, Oaxaca, México, fue inaugurado en 1988 por el entonces presidente de México, Miguel de la Madrid Hurtado, su embalse tiene una capacidad para albergar 1,250 hectómetros cúbicos de agua, su función primordial es regular los afluentes del Río Santo Domingo como parte de la cuenca del Río Papaloapan. La construcción de la presa provocó el reasentamiento involuntario de 26,000 personas.